# Lucio Giachin
Lucio Giachin est un réalisateur et scénariste italien.

## Biographie
Giachin n'est apparu que deux fois ; les deux fois, il a réalisé des films sous un pseudonyme pour le producteur Diego Spataro, qui a dit de lui qu'il s'agissait d'un « réalisateur dilettante ». En 1971, il réalise un western spaghetti avec Demofilo Fidani et deux ans plus tard, il réalise sous le nom de « Lucio Dandolo » un decamerotico.

## Filmographie

### Réalisateur
- 1971 : Son nom est Pote (Il suo nome era Pot… ma… lo chiamavano Allegria), coréalisé avec Demofilo Fidani
- 1972 : Du Décaméron à Canterbury (Quant'è bella la Bernarda, tutta nera, tutta calda)

### Scénariste
- 1971 : Son nom est Pote (Il suo nome era Pot… ma… lo chiamavano Allegria) de Lucio Gaichin et Demofilo Fidani